# Iva Pacetti
Iva Pacetti (Prato, 13 de desembre de 1898 - Milà, 19 de gener de 1981) va ser una soprano d'òpera italiana amb una carrera internacional activa des de 1920 fins a 1947. Formada a Florència i Milà, va fer el seu debut en l'òpera professional a la seva ciutat natal a l'edat de 21 anys, amb l'heroïna del títol a Aida de Giuseppe Verdi al Teatre Metastasio. Va repetir el paper a l'any següent al Loew's Lexington Theatre a Nova York. El 1922 va tenir un èxit triomfal al Teatro Carlo Felice amb Elena a Mefistofele d'Arrigo Boito. Varen seguir aviat compromisos amb altres cases d'òpera, entre ells La Scala, el Teatro Costanzi, el Teatro di San Carlo, l'Opéra de Monte-Carlo, la Chicago Civic Opera, el Teatre Municipal de Rio de Janeiro, el Teatre Municipal de São Paulo i el Gran Teatre del Liceu de Barcelona. De 1930 a 1933 va ser contractada a la Royal Opera House a Londres, interpretant papers com Desdemona a Otello, Leonora a La forza del destino, i el paper protagonista de Tosca. Els últims anys de la seva carrera els va passar actuant principalment a La Scala, on va ser companya freqüent de Beniamino Gigli. Es va retirar dels escenaris el 1947 per desenvolupar l'activitat de mestre de cant a Milà.